# Szivattyú

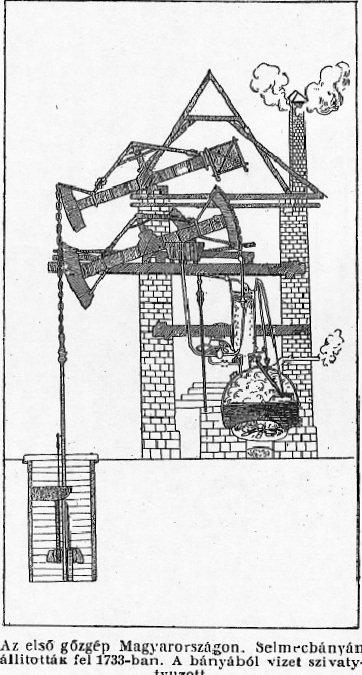
Az első magyarországi, selmecbányai gőzhajtású bányavíz szivattyú

A szivattyú folyadék, illetve zagy szállítására szolgáló gép. A régebbi szóhasználat a gázok szállítására alkalmas gépeket is ide sorolta, mára már csak a vákuumszivattyúk maradtak itt, a többi ventilátor, fúvó, kompresszor lett a kilépésnél mérhető nyomás nagyságától függően. A gépkocsi vagy kerékpár levegővel töltött kerékabroncsainak felfújásához pumpát használunk.
A szivattyúk általában mechanikai munkát használnak fel a közeg továbbítására vagy egyszerű emeléssel vagy áramlástani elvek felhasználásával. Ritkán nem mechanikai elveken működő szivattyúkat is készítenek.
A legrégebbi ilyen szerkezetek a merítőművek, ennek legegyszerűbb példája a gémeskút, melynél ellensúllyal könnyített vödörrel emelik ki a vizet, és ivóvíz, valamint öntözővíz nyerésére használják. Később állati erővel vagy vízkerékkel hajtott végtelenített kötélre kötött vödrökkel, merítőkerékkel emelték ki a nagyobb mennyiségű vizet, ez a szerkezet folyamatos üzemre is alkalmas volt. Az arkhimédeszi csavart először Szín-ahhé-eriba asszír király alkalmazta a híres babiloni függőkertek vízzel való ellátásához az i. e. 7. században, ezt a szerkezetet a 3. században Arkhimédész írta le. A 13. században arab könyvekben több szivattyú-konstrukciót is leírtak.

## A szivattyúk fajtái

### Merítőművek
A merítőművek (merítőkerék, láncos kerék) az emberi erővel való vízmerés többé-kevésbé gépesített megoldásai.

### Térfogatkiszorítási elven működő szivattyúk
Ha egy tartály térfogatát változtatjuk úgy, hogy egy nyíláson keresztül csővezetékhez kapcsolódik, akkor a tartály térfogatának növelésével a csőből folyadékot vagy gázt lehet áramoltatni a tartályba, a térfogat csökkentésével a közeg a tartályból a csővezetékbe áramlik. Ezt az elvet felhasználva igen változatos szerkezeti megoldások születtek.

#### Dugattyús szivattyú

Dugattyús szivattyú elve

A térfogatváltozást hengerben mozgó dugattyú valósítja meg, az áramlás irányát pedig (általában önműködő) szelepek vezérlik. A dugattyús szivattyúk néha több hengerrel készülnek, vannak differenciáldugattyús megoldások is. Működési elv szempontjából a membránszivattyúk is ide tartoznak. Ezeknél a dugattyú és a henger tömör elzárására szolgáló rugalmas membrán kizárja a közegnek a dugattyúrúd melletti kiszivárgását. Ma a legnagyobb nyomások eléréséhez dugattyús szivattyúkat használnak. A dugattyús szivattyúk folyadékszállítása működési elvükből adódóan nem egyenletes, ez gondot okozhat egyes esetekben, ilyenkor különböző eszközökkel (például több henger alkalmazása, légüst beépítése) csökkentik az egyenetlenségeket.

#### Fogaskerék-szivattyú

Fogaskerékszivattyú

Igen egyszerű szerkezetű szivattyú. Működéséhez nincs szükség szelepekre és a folyadékszállítás is sokkal egyenletesebb, mint a dugattyús szivattyúknál. Készítenek csak külső fogazású és külső-belső fogazású szivattyúkat egyaránt. Ez utóbbiak mérete kisebb lehet.

#### Szárnylapátos szivattyú

Lamellás szivattyú
1. Szivattyúház
2. Forgórész
3. Lamellák
4. Rugó

Hengeres házban excentrikusan elhelyezett forgórész radiális hornyaiba lamellákat illesztenek, melyeket rugók, illetve a centrifugális erő a henger falához szorít. A forgórész körbeforgatásakor a lamellákkal határolt táskák térfogata előbb nő, majd csökken, így megfelelően választott be- és kiömlőnyílások segítségével közeg szállítását végzi.

#### Vízgyűrűs szivattyú
Igen egyszerű szerkezet. Hengeres házban merev sugárirányú lapátokkal ellátott forgórész helyezkedik el excentrikusan. A házat nem tölti ki teljesen a víz, forgás közben a víz gyűrű alakban nyomódik a ház falához. Ilyenkor a lapátok közötti tér fokozatosan nő, majd csökken, megfelelően elhelyezett szívó- és nyomónyílásokkal a szivattyú vizet szállít.

#### Csavarszivattyú

Háromorsós csavarszivattyú

Különleges profilú csavarorsókat úgy képeznek ki, hogy párhuzamosan egymás mellé szerelve menetenként egy alkalommal kölcsönösen lezárják egymás menethornyait. Megfelelően tömítő házba építve olyan szivattyú jön létre, melynél az orsók forgatásakor az egymásba kapcsolódó részek helyzete tengelyirányban egyenletes sebességgel mozog, így a közé zárt folyadékot axiális irányban (=tengelyirány) egyenletes sebességgel mozgatja.

### Örvényszivattyúk

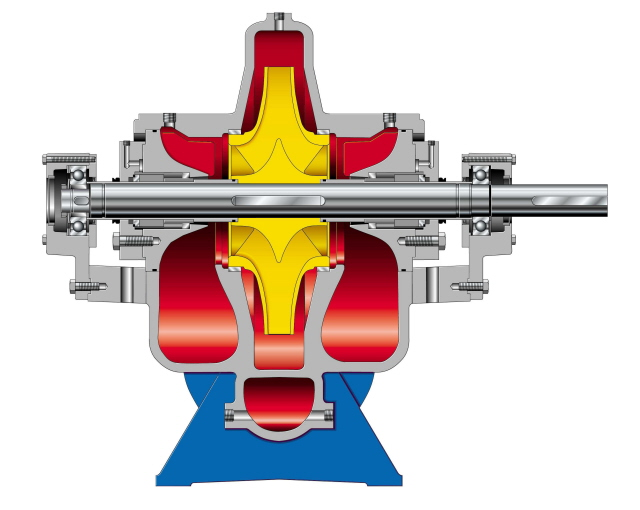
Radiális átömlésű örvényszivattyú

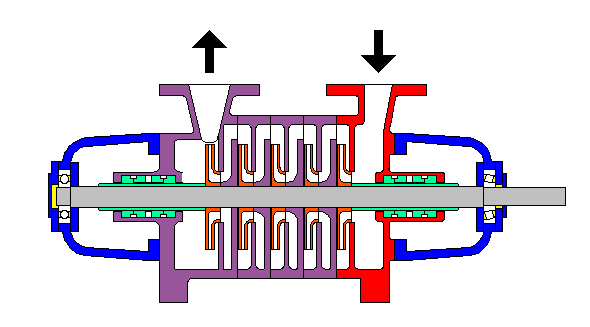
Több fokozatú örvényszivattyú

Egyfokozatú, radiális centrifugális szivattyú robbantott nézete

Az örvényszivattyúk lényeges szerkezeti eleme a járókerék, mely több, radiálisan elhelyezett lapátot tartalmaz. A szívócsonkon beszívott folyadék a járókerékbe belép, végighalad a lapátok között, a forgórész lapátjai pedig a motor által szolgáltatott nyomatékot átadják a folyadékáramnak, ezzel megnő a folyadék össznyomása, majd a csigaházon érintőlegesen kialakított nyomócsonkon keresztül a folyadék távozik a szivattyúból. A szivattyú járókerekének szívott oldala megfelelő kis résekkel csatlakozik a házhoz, hogy a kilépés nagyobb nyomású környezetéből ne folyhasson vissza a szívóoldalra folyadék, ugyanúgy a járókerék tengelye és a csigaház között is tengelytömítés akadályozza meg a folyadék kijutását a szabadba. A kisebb szivattyúk járókereke közvetlenül a meghajtó motor tengelycsonkjára csatlakozhat, de legtöbbször külön csapágyazott tengellyel rendelkeznek. Erre annál is inkább szükség van, mivel a járókereket a sugár mentén változó nyomásból és az impulzuserőkből származó jelentős tengelyirányú erő terheli, melynek felvételére a motor csapágyai nem mindig elegendőek. Kettős beömlésű járókerékkel (két egymással szembefordított járókerék) vagy kiegyenlítő tárcsával az axiális erő részben vagy teljesen kiegyensúlyozható.
Nagyobb nyomás előállítására (például kazán tápszivattyúja esetén) többfokozatú szivattyút építenek. Itt az első fokozat után a folyadékot a következő fokozatba terelőlapátokkal ellátott vezetőkerék vezeti. Az örvényszivattyú által szállított folyadék mennyisége nem meghatározott érték, mint a térfogatkiszorításos elven működő szivattyúknál. A szivattyúra jellemző a jelleggörbéje, mely a szállított mennyiség függvényében az előállított nyomást adja. A tényleges értékek a fogyasztók jelleggörbéjének és a szivattyú jelleggörbéjének metszéspontjában olvashatók le. A szivattyú elvileg teljesen elzárt fogyasztók (Q=0) esetén is működik, de a gyakorlatban az ilyen üresjárást kerülni kell, nemcsak a felesleges energiafogyasztás miatt, hanem azért is, mert a veszteségek a stagnáló folyadékot veszélyesen felmelegíthetik.
Az örvényszivattyút indítani csak úgy lehet, ha a szivattyú fel van töltve folyadékkal és a szívócsonknál mérhető nyomás elegendő a szívócső nyomásvesztesége, valamint a sebességből és az indításkor a folyadékoszlop felgyorsításából eredő nyomásesés fedezéséhez (lásd: Bernoulli törvénye).
Az örvényszivattyúk sebességviszonyai és az össznyomás-változás közötti összefüggést az Euler-turbinaegyenlet írja le:
{\displaystyle \Delta _{p{\ddot {o}}}=\rho (c_{2u}u_{2}-c_{1u}u_{1}){\frac {}{}}},
ahol:
c1u, c2u a járókerékbe belépő, illetve onnan kilépő folyadék abszolút koordináta-rendszerben mért sebességének a sugárra merőleges komponense,
u1, u2 a járókerék kerületi sebessége a belépési és kilépési pontnál,
ρ pedig a folyadék sűrűsége.
Az örvényszivattyúk jellemzésére jól használható a dimenzió nélküli jellemző fordulatszám, mely az alábbi összefüggésből számítható:
{\displaystyle n_{q}=n\cdot {\frac {Q^{1/2}}{H^{3/4}}}},
ahol:
n a szivattyú fordulatszáma,
Q a szállított folyadéktérfogat,
H a szállítómagasság (H = Δp / ρg).
A jellemző fordulatszám méretektől függetlenül tájékoztat a szivattyú járókerék geometriai alakjáról, a szállítómagasságról és valamennyire még az elérhető hatásfokról is.
| Nq (Jellemző fordulatszám) | Járókeréktípus     | Járókerékalak                          | Max. szállítómagasság | Max. hatásfok |
| -------------------------- | ------------------ | -------------------------------------- | --------------------- | ------------- |
| 7 - 30                     | Radiálszivattyú    | Radiálszivattyú alacsony fordulaton    | 800m (1200m-ig)       | 40 - 88%      |
| 50                         | Radiálszivattyú    | Radiálszivattyú közepes fordulaton     | 400m                  | 70 - 92%      |
| 100                        | Radiálszivattyú    | Radiálszivattyú nagy fordulaton        | 60m                   | 60 - 88%      |
| 35                         | Félaxiál-szivattyú | Félaxiál-szivattyú alacsony fordulaton | 100m                  | 70 - 90%      |
| 160                        | Félaxiál-szivattyú | Félaxiál-szivattyú nagy fordulaton     | 20m                   | 75 - 90%      |
| 160 - 400                  | Axiálszivattyú     | Axiálszivattyú                         | 2 - 15m               | 70 - 88%      |

Örvényszivattyú jelleggörbéje
1. csővezeték
2. szivattyú

Az örvényszivattyúra jellemző a jelleggörbéje, amit méréssel szoktak megállapítani: a szivattyút zárt tolózárral elindítják, majd a tolózárat fokozatosan kinyitják és az egyes pontokban megmérik a nyomást és a hozzá tartozó folyadékszállítást (a másodpercenként szállított folyadékmennyiséget). A szivattyú minden fordulatszámához más-más jelleggörbe tartozik. Az, hogy a beépített szivattyú mennyi folyadékot szállít, az a szivattyú és az adott csővezeték jelleggörbéjétől függ, a két görbe metszéspontjánál alakul ki a munkapont.
Törvényszerűség, hogy a szivattyúk maximális szívómagassága 10 m. Ennek az az oka, hogy a légkör nyomása ilyen magas vízoszloppal tud egyensúlyt tartani, mivel a kiszívott víz helyére a külső levegő nyomása nyomja be a vizet. Ha ennél mélyebbről akarjuk kiszívni a vizet, a nyomás a csőben zérusra csökken és a folyadékoszlop elszakad. A valóságban ennél kisebb a biztonságos szívás mélysége, mivel a szivattyú járókerekénél a felgyorsult folyadék nyomása lecsökken és kavitáció lép fel, másfelöl a súrlódások is csökkentik az elméleti emelőmagasságot. Az emelőmagasság ilyen problémáját megoldja a szivattyúnak a vízfelszínhez közelebbi elhelyezése. Ekkor az emelőmagasság csökken, a nyomómagasság ugyanennyivel nő. Lehetőség van még dugattyús szivattyúknál munkahenger elhelyezésére, amikor közös mozgatással két dugattyú mozog egyszerre, így a felső szivattyú az alsó által szállított vizet emeli tovább.
Az örvényszivattyúkra érvényesek a kisminta törvények.

### Vízemelő kos

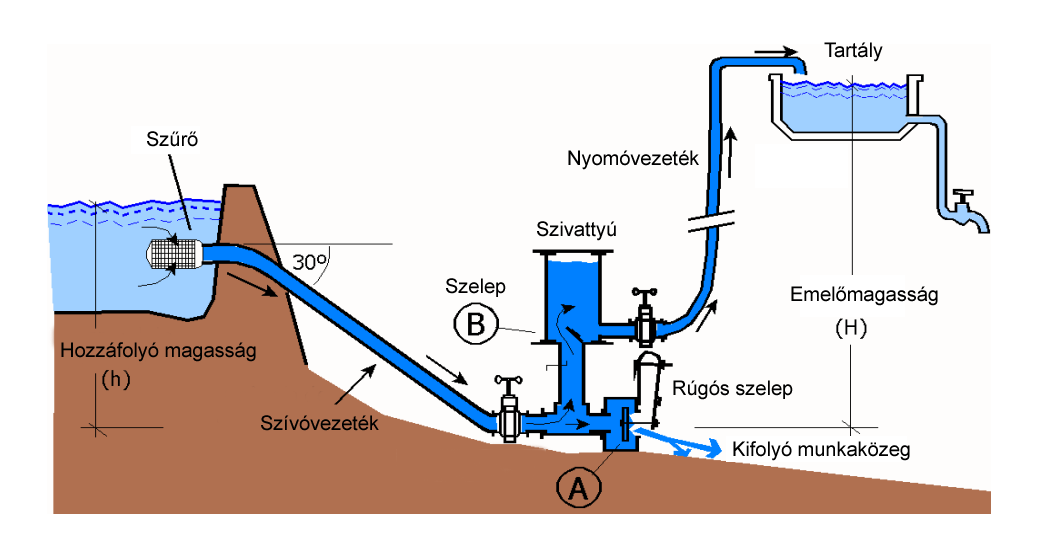
Vízemelő kos

A vízemelő kossal egy tóból vagy medencéből lehet nagyobb magasságra szivattyúzni vizet anélkül, hogy bármilyen külső energiaforrásra volna szükség. A szivattyú rugóval terhelt A szelepét kinyitva a víz a medencéből egyre gyorsuló sebességgel áramlik a szabadba mindaddig, amíg a rugó a szelepet be nem csukja. Ekkor a folyadék hirtelen megállításából eredő nyomásnövekedés kinyitja a szivattyú tetején elhelyezett B szelepet és a nyomás a vizet a felső tartályba nyomja. Addig tart a folyadékszállítás, amíg a vízszintes csőben lévő folyadék mozgási energiáját fel nem emészti. Ekkor a B szelep bezárul, és hirtelen nyomásesés történik. Ez a folyadékban lengést indít, melynek során az A szelep ismét kinyit és a folyamat megismétlődik.

### Mammut-szivattyú

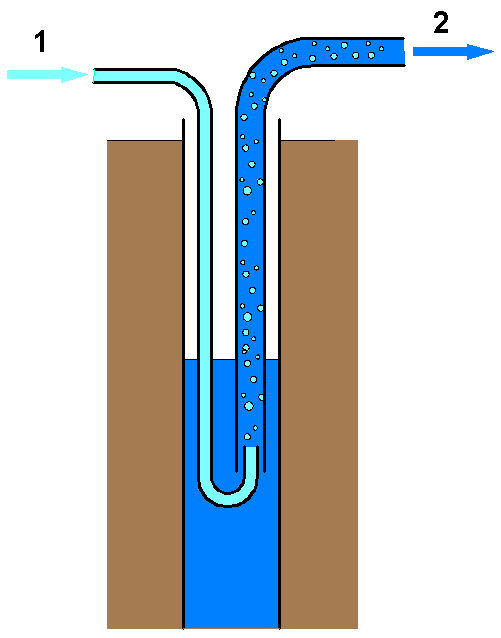
Mammut-szivattyú
1. Levegő a kompresszortól
2. Víz nyomócsonkja

A Mammut-szivattyú, vagy légnyomásos vízemelő a vizet nagynyomású levegő vagy más gáz segítségével szivattyúzza. A szerkezet egy nagy átmérőjű függőleges csőből áll, mely belemerül a kiszivattyúzandó vízbe. Ebbe a csőbe felülről nyúlik be a nyomóvezeték csöve, melybe alulról bevezetik a kompresszor által szállított levegőt. A levegő kisebb fajsúlya révén buborékok formájában felemelkedik és mozgás közben magával ragadja a vizet is. Hatásfoka alacsony, 25-45%, azonban nem érzékeny a víz szennyezettségére és arra, ha a szívott térből leszívja az összes folyadékot.

### Sugár-szivattyú

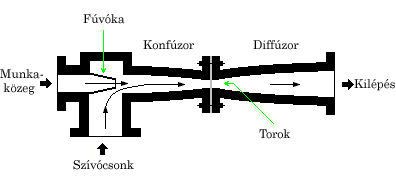
Vízsugár-szivattyú

Használnak vízsugár- és gőzsugárszivattyúkat. A munkaközeg (víz vagy gőz) felgyorsul egy szűkülő fúvókában, nyomása Bernoulli törvénye értelmében lecsökken, így felszívja a szállítandó folyadékot (vagy gázt), a keverőtérben elegyedik a munkaközeggel, mely magával ragadja, majd a keverék a diffúzoron keresztül távozik. Az egyszerű szerkezet miatt szennyezett folyadék szállítására használják, de vákuumszivattyúként gőzturbinák kondenzátorának légtelenítésére is előszeretettel alkalmazzák.

### Arkhimédészi csavar

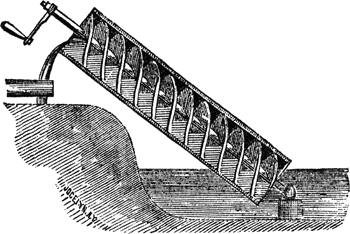
Arkhimédészi csavar

Ez a szivattyú igen régi múltra tekinthet vissza, első leírását Arkhimédész adta, de előtte is használták. Az első ilyen szerkezetet Mitridátész király kertjében helyezték üzembe, kr. e. 131-ben. A szerkezet egy csőből áll, melynek egyik vége a kiemelendő vízbe merül, a csőben pedig a két végén csapágyazott tengelyre erősített csavarfelület alakú lemez helyezkedik el. A tengelyt megfelelő irányba forgatva a csavar vizet szállít. Később vályúval is építették, amibe úgy helyezték bele a csavart, hogy a beton még képlékeny volt. Majd megforgatva a csavart saját maga vájta ki a megfelelő simaságú árkot. Kötés után a csavar éleit megtisztították a betontól, és visszahelyezve a vályúba tökéletesen tömített. Az 50-es években igen elterjedt volt a szennyvízkezelésben, mert szilárd részecskékre (akár még nagyobb gallyakra is) teljesen érzéketlen volt.

### Torlónyomás-szivattyú
Ha egy derékszögben meghajlított csövet a vízbe merítve gyorsan mozgatunk szabad nyílása irányába, akkor a torlónyomás a folyadékot áthajtja a csövön, így a szerkezet szivattyúként működik. Ezt az elvet hasznosították az Amerikai Egyesült Államok egyes gőzmozdonyain, melyek úgy tudtak megállás nélkül pótvizet felszippantani, hogy a két sín között elhelyezett vízmedencébe nyújtottak le szájával a menetirányba állított csövet. Hasonló megoldást használnak tűzoltó repülőkön, ahol a repülőgép tűzoltásra szolgáló víztartályait töltik a vízfelület felett szállva leszállás nélkül ezzel a módszerrel.

## Nem mechanikai elven működő szivattyúk
Albert Einstein és Szilárd Leó egyik közös találmánya az elektromos vezetőképességgel rendelkező folyadékok (folyékony fémek) szállítására szolgáló elektromágneses szivattyú, mely mozgó alkatrészek nélküli szerkezet.